# Calonotos angustipennis
Calonotos angustipennis là một loài bướm đêm thuộc phân họ Arctiinae, họ Erebidae.